# Александер, Кайла
Кайла Джанин Александер (англ. Kayla Janine Alexander; родилась 5 января 1991 года, Милтон, Онтарио, Канада) — канадская профессиональная баскетболистка, выступающая в чемпионате Испании за команду «Валенсия». Была выбрана на драфте ВНБА 2013 года в первом раунде под общим 8-м номером клубом «Сан-Антонио Силвер Старз». Играет на позиции центровой.
В составе национальной сборной Канады она принимала участие на Олимпийских играх 2020 года в Токио, выиграла серебряные медали чемпионата Америки 2019 года в Сан-Хуане и принимала участие на чемпионате Америки 2021 года в Сан-Хуане и чемпионате мира 2022 года в Австралии.

## Ранние годы
Кайла родилась 5 января 1991 года в городе Милтон, провинция Онтарио, в семье Джо и Одри Александер, у неё есть брат и сестра, училась она там же в средней школе Милтон Дистрикт, в которой выступала за местную баскетбольную команду.